# 東北労災病院
独立行政法人労働者健康安全機構 東北労災病院（どくりつぎょうせいほうじんろうどうしゃけんこうあんぜんきこう とうほくろうさいびょういん）は、宮城県仙台市青葉区台原四丁目に所在し、独立行政法人労働者健康安全機構が運営する病院である。

## 沿革
- 1954年（昭和29年）1月25日 - 病床数50の病院として現在地に開設された[1]。
- 1960年（昭和35年） - 総合病院の認可を受けた[1]。
- 2003年（平成15年） - 新病棟が完成、病床数500超の大型病院となっている[1]。
- 2020年（令和2年）8月 - 宮城県が東北労災病院、仙台赤十字病院、宮城がんセンターに対し、統合に向けた協議を開始した[2]。

## 診療科目
- 内科
- 呼吸器内科
- 呼吸器外科
- 消化器内科
- 循環器内科
- 心療内科
- リウマチ科
- 小児科
- 外科
- 整形外科
- 脳神経外科
- 皮膚科
- 泌尿器科
- 産婦人科
- 眼科
- 耳鼻咽喉科
- リハビリテーション科
- 放射線科
- 麻酔科
- 歯科

### その他
- 勤労者メンタルヘルスセンター
- 人間ドック
- 高圧治療室
- 勤労者心の電話相談
- 健康診断部
- 働く女性のための外来

## 医療機関の指定等
- 保険医療機関
- 救急告示医療機関
- 災害拠点病院
- 外国医師臨床修練病院
- 臨床研修指定病院
- 地域医療支援病院
- がん診療連携拠点病院

## 関連施設
- 東北労災看護専門学校
- 東北労災病院治療就労両立支援センター
- 宮城産業保健総合支援センター

## その他の施設
- 病院1Fに仙台台原郵便局が設置されている（2007年より病院内に入った）。

## 交通
- 地下鉄南北線・台原駅より徒歩5分
- JR仙山線・北仙台駅より徒歩13分
- 仙台市営バスまたは宮城交通バスで、仙台駅前22番・23番のりばより、黒松団地・泉中央駅方面行きに乗り、台原入口バス停下車
- 仙台駅バスプール2番3番乗り場宮城大学・宮城学院前方面行、台原入口下車
- 仙台市営バス　台原駅発　虹の丘団地入口経由八乙女駅　労災病院前下車
- 仙台市営バス　仙台駅発　台原駅・宮町経由瞑想の松循環　瞑想の松下車

## 仙台医療圏の病院再編構想
2020年（令和2年）8月から、仙台医療圏の病院再編について、日本赤十字社、独立行政法人労働者健康安全機構、宮城県立病院機構、東北大学、宮城県の5者協議が行われている。
仙台医療圏の病院再編構想のうち東北労災病院に関しては、宮城県立精神医療センター（名取市）を建物に合築して富谷市に移転する構想になっている。
2025年（令和7年）5月9日、富谷市への移転を断念することが報道される。